# Щеберка
Щеберка (пол. Szczeberka) — село в Польщі, у гміні Новинка Августівського повіту Підляського воєводства.
Населення — 106 осіб (2011).
У 1975-1998 роках село належало до Сувальського воєводства.

## Демографія
Демографічна структура станом на 31 березня 2011 року:
|          | Загалом | Допрацездатний вік | Працездатний вік | Постпрацездатний вік |
| -------- | ------- | ------------------ | ---------------- | -------------------- |
| Чоловіки | 54      | 14                 | 33               | 7                    |
| Жінки    | 52      | 12                 | 29               | 11                   |
| Разом    | 106     | 26                 | 62               | 18                   |